# Ferrocarril Piura-Lambayeque
El Ferrocarril Piura-Lambayeque es un ferrocarril en proyecto, que se ubica en la noroccidental región peruana de Piura. 
La compañía ferroviaria española de vía estrecha, FEVE y el gobierno regional de Piura firmaron en julio de 2012 un acuerdo de colaboración con el fin de construir un nuevo ferrocarril para el transporte de viajeros y mercancías entre la capital piurana con el puerto de Etén, en Lambayeque. Feve garantizaba mediante esta suscripción un estudio y proyecto de viabilidad rápido y eficaz antes del fin del año 2012.
El interés para la construcción de este nuevo ferrocarril es muy alto, debido a la creciente necesidad de transporte de personas y mercancías y el desarrollo de una zona en constante expansión económica. El costo final del proyecto se estima en 700 a 800 millones de dólares.
El acuerdo establece varios aspectos de colaboración en materia de desarrollo estratégico, gestión operativa, formación de personal y asistencia técnica en la explotación de los servicios ferroviarios.
 Se debe destacar que Perú es un país con un gran potencial de transporte ferroviario en sectores tan importantes como extracción de minerales, producciones agrícolas y manufacturas, tanto por su extraordinaria ubicación geoestratégica como por sus conexiones internacionales con muchos países del mundo.